# Андски кондор
Андски кондор (лат. Vultur gryphus) је врста јужноамеричког кондора и једини припадник рода Vultur. Има један од највећих распона крила међу свим птицама на свету (до 3,3 метра), већи распон крила имају само албатрос луталица, јужни краљевски албатрос, ружичасти несит и кудрави несит.

## Опис
То је велики црни стрвинар с оковратником од белог перја и великом светлом скупином перја на крилима, нарочито код мужјака. Глава и врат су скоро без перја и загасите црвене боје која може поруменити променом расположења птице. Мужјаци имају ресицу на врату и тамноцрвену кресту на глави. Распон крила андског кондора достиже 270 − 320 cm. За разлику од других грабљивица, мужјак (11–15 килограма) је већи од женки (8–11 килограма). Просечном тежином од 10,7 килограма Андски кондор је после далматинског пеликана (11,5 килограма) најтежа птица летачица и засигурно најтежа копнена птица летачица.
Кондор је углавном лешинар који се храни лешевима и то већих животиња као што су јелени или стока. Сексуалну зрелост достиже с 5 или 6 година и гнезди се на висинама до 5.000 метара, обично на недоступним рубовима литица. Обично полаже једно до двоје јаја. Кондор је једна од најдуговјечнијих птица, те може живети до 100 година у заточеништву.

## Национални симбол
Андски кондор игра важну улогу у фолклору и митологији андских култура, те је тако постао националним симболом Перуа, Аргентине, Боливије, Чилеа, Колумбије и Еквадора.

## Угроженост
Данас је готово угрожен, према лествици Међународне уније за заштиту природе, углавном због губитка станишта и индиректног тровања једући стрвине које су убили ловци. Као одговор на то, основана су узгајалишта у неколико јужноамеричких земаља.

## Галерија
- Андски кондор у лету изнад кланца Колка у јужном Перуу
- Женка андског кондора, Зоо врт Doué-la-Fontaine, Француска
- Мужјак кондора, Зоо врт Cincinnati
- Глава одраслог мужјака
- Андски кондор у чилеанском националном парку Torres del Paine
- Андски кондор на грбу Боливије